# 仮面女子
仮面女子（かめんじょし）は、日本の女性アイドルグループ。アリスプロジェクトに所属しているアリス十番、スチームガールズ、アーマーガールズ、イースターガールズの4つのユニットからなる大型グループであったが、2023年2月19日以降メンバー7人の新体制で専用劇場や外部ライブなどを中心に活動している。

## 概要
2013年3月に発売されたシングル『仮面女子』(2013年)に収録された楽曲「Wohhhh!!!!☆」にてアリス十番とスチームガールズがコラボレーションを行ったのをきっかけに「仮面女子」と名乗っての活動を開始。その後アーマーガールズを2014年2月に加え、現在の形態となる。グループ名にちなみ「ホッケーマスクをかぶったアイドル集団」と名乗っており、メンバー全員に1人1個の黄色いホッケーマスクが支給される。このホッケーマスクはライブの時に必ず着用するほか、一部のメンバーはグループ以外の仕事の際にも着用している。
「最強の地下アイドル」を標榜し、「芸能界で居場所をなくした“選ばれなかった者達”が顔を隠すことにより、群れとしてのアイデンティティを手に入れた」グループであるとしている。
2015年1月に発売されたシングル『元気種☆』はオリコンウィークリーでインディーズの女性アーティストとしては初の1位を記録。同年11月にはさいたまスーパーアリーナにてワンマンライブを開催し、1万5千人の観客を動員した。
東京都・秋葉原に常設劇場「P.A.R.M.S」、大阪府・島之内に専用劇場「仮面女子シアター」を構えており、劇場動員数30万人、年間ライブ本数は1000本以上を数える。また、Facebookでの総フォロワー数は2017年時点で1000万に到達しており、アジア圏の国を中心とした海外公演を行うなど、精力的な活動を続けている。
2021年6月には初のアルバム「MASK A RAID」を発売、オリコン週間インディーズアルバムランキングで1位を記録した。
2023年2月19日より体制を大幅に変更する（後述）。
2023年2月19日以降の新体制下の衣装は新衣装である「黒サイバー」及び「白サイバー」の他に、「羽田」、「チェック」、「ペルソニア」、「武道館」など仮面女子の衣装、更に各ユニットの衣装を着用しパフォーマンスを行っている。

## メンバー
| 名前       | よみ          | 生年月日               | 出身地 | 愛称                           | 担当カラー | 推しの総称       | 備考                                                        |
| ---------- | ------------- | ---------------------- | ------ | ------------------------------ | ---------- | ---------------- | ----------------------------------------------------------- |
| 森下舞桜   | もりした まお | 2002年11月11日（22歳） | 長野県 | まおぴ                         | 赤         | まおぴの森       | 2代目赤仮面(3代目センター)、 トッピング☆ガールズ            |
| 月野もあ   | つきの もあ   | 1994年3月7日（31歳）   | 埼玉県 | もあちゃん、もあっこ           | 紫         | 月野軽音楽部     | トッピング☆ガールズ、 ちぃたん☆KISSでベーシストとして活動中 |
| 猪狩ともか | いがり ともか | 1991年12月9日（33歳）  | 埼玉県 | いがともちゃん、とっと、ともか | 黄         | いがりふぁみり～ | トッピング☆ガールズ                                         |
| 小島夕佳   | こじま ゆうか | 1996年3月20日（29歳）  | 新潟県 | ゆうかたそ、たそ、たそぅ       | オレンジ   | 夕佳族           | トッピング☆ガールズ                                         |
| 涼邑芹     | すずむら せり | 1998年8月5日（27歳）   | 千葉県 | ちぇり                         | 青         | すずむライダーズ | トッピング☆ガールズ                                         |
| 陽向こはる | ひなた こはる | 1998年7月29日（27歳）  | 滋賀県 | こはるん、こはるちゃん         | ピンク     | こはるーむめいと | トッピング☆ガールズ                                         |
| 蒼井乃々愛 | あおい ののあ | 2002年4月5日（23歳）   | 大阪府 | ののあたん                     | 緑         | にこのの隊       | トッピング☆ガールズ                                         |

## 元メンバー
各所属ユニットを参照

## 所属ユニット
所属者一覧は

### 2023年2月18日までの体制

#### アリス十番
ホッケーマスクを着用し、メタルテイストの楽曲が特徴。

#### スチームガールズ
ガスマスクを着用し、エレクトロポップな楽曲が特徴。

#### アーマーガールズ
鉄仮面を着用し、アイリッシュサウンドを取り入れた楽曲が特徴。

#### イースターガールズ
仮面女子候補生WESTから昇格したメンバーによって結成。イースター（復活祭）をテーマとし、スカをベースにした楽曲が特徴。

#### 仮面女子候補生・研究生・AJ
- 【仮面女子候補生（東京）】次期スチームガールズ、アーマーガールズを目指して活動する。この候補生もオズの魔法使いの世界観をメインビジュアルにアリスプロジェクトの曲を武器にパフォーマンスする『OZ』（オズ）[13]と仮面女子CAFE P.A.R.M.Sを研究、世に広げることを目的とした『ぱー研!』[14]に分かれる。
- 【仮面女子候補生WEST（大阪）】次期イースターガールズを目指して活動する。
- 【仮面女子研究生（東京）】次期候補生を目指して、ステージでまだパフォーマンスは出来ないが今後ステージに上がる予定のメンバーで、主にチェキ会や配信番組などに出演して活動する。この中から選抜されたものは『スライムガールズ』に所属し、候補生の前の時間帯などでライブを行う。
- 【仮面女子研究生WEST（大阪）】次期候補生WESTを目指して、東京のメンバー同様の活動を行う。この中から選抜されたものは『スライムガールズWEST』に所属し、候補生WESTの前の時間帯などでライブを行う。
- 【AJ】アリスプロジェクト所属したての新人タレントを指す。選抜されて研究生や研究生WESTに所属する。

そのほかに数多くの派生ユニットが存在する。

### 2023年2月19日以降の体制
活動開始から丸10周年となるのに合わせ、「構造改革」の名のもとに体制を大幅に変更。
東京側はこれまでの3ユニットを2ユニットへ変える。
『アリス十番』『アーマーガールズ』は実質活動休止（解散や消滅ではない）となり、代わってこれまでの合体ユニットではなく『仮面女子』単体としてユニットを構成。事務所側は「原点回帰」と「新ジャンル」を取り入れた進化系としている。『アリス十番』からは森下舞桜・涼邑芹・陽向こはる、『スチームガールズ』から猪狩ともか・小島夕佳、『アーマーガールズ』から月野もあ・蒼井乃々愛がそれぞれ新「仮面女子」として活動する。

『スチームガールズ』はそのまま継続させ、「スチームパンクのコンセプトを一層極める」ことをコンセプトとする。こちらには橋本友梨英・山宮れなに月詩陽葵・山崎遥菜・那波茉奈を加えて活動する。

これに先立ち、大阪の『イースターガールズ』は2023年1月15日をもって活動を休止した。その後、スリジエWESTと融合して『シンセカイヒーロー』というユニットとして4月以降活動開始。
また、これまでユニット構成の核でもあった「昇格制度」と「序列」については廃止する。
2023年7月29日、全体と取りまとめる第四代目のリーダーに陽向こはるが就任。
2023年9月30日をもって『スチームガールズ』が活動休止。10月2日より山崎遥菜・那波茉奈・紗儚涼子、候補生だった八神最音、9月26日に活動休止したスリジエの愛い姫・日向なお・神楽坂りえるを交えて『メノニューイヤー』が誕生。

## 略歴
2013年
- 3月6日、シングル「仮面女子」発売。オリコンウイークリー13位を記録（2週目200位圏外）。
- 12月11日、シングル「妄想日記」発売。全6形態。オリコンウィークリー4位を記録（2週目170位）。
- 12月27日、日本武道館にて、シドの主催イベント『Visual BANG! 〜SID 10thAnniversary FINAL PARTY〜』に参加[15]。
- 12月31日、アーマーガールズがデビュー。

2014年
- 2月18日、アーマーガールズを加えた3ユニットによる仮面女子としての初ステージ。
- 5月3日、Zepp Tokyoにて初のワンマンライブを開催[16]。
- 9月8日、長期休養中であった月宮かれんの急逝を発表[17]。公式には「事故」とされているが、関係者によると自殺[18]。
- 9月13日、アリス十番が台湾で行われた「Tokyo Crazy Kawaii Taipei」に参加。同日、スチームガールズが韓国で行われた「第7回ソウルガールズコレクション」にてライブに参加。両ユニットとして初の海外デビューを果たす[19]。
- 10月13日、5月と同じZepp Tokyoで《 仮面女子2ndワンマンライブ〜リベンジ〜 》を開催。チケットの売り上げ自体はソールドアウトに手が届く程であったが、台風の影響もあり動員は2500人超にとどまる。このLIVE中の重大発表にて、2015年1月1日の仮面女子新曲リリースと2015年11月23日の《仮面女子さいたまスーパーアリーナワンマン》の開催が発表される。
- 10月13日、テレビアニメ『ヒーローバンク』（テレビ東京）にオープニングテーマ「かせげ!ジャリンコヒーロー with がっぽり仮面女子」が起用される。がっぽり仮面女子（岡本柚果、川村虹花、坂本舞菜、水沢まい、百瀬ひとみ）が参加。 12月17日「ヒーローバンク」主題歌CDとしてシングル発売。
- 10月18日、さいたまスーパーアリーナで開催されたメタルロックフェスLOUD PARK14にオープニングアクトとして出演。バックバンドをSIAM SHADEのDAITA、LOUDNESSの山下昌良、LUNA SEAの真矢が務め、注目を集める[20][21]。

2015年
- 1月1日、シングル「元気種☆」発売。全12形態。オリコンウィークリー1位を記録。
- 2月23日、小柳朋恵、新矢皐月の2名が自身のブログで卒業を発表[22]。
- 11月23日、さいたまスーパーアリーナにてワンマンライブ「地球のおへそ」を開催。

2016年
- 4月18日、美川憲一との新ユニット「ミカワ仮面」で「さそり座の女 feat.仮面女子」を披露。[23]
- 11月4日、千葉県いすみ市の太田洋市長より「いすみ市萌え大使」に任命される。
- 12月5日、スライムガールズのメンバー川原結衣（当時21歳）が妊娠を理由に脱退・芸能界引退を発表[24][25]。

2017年
- 1月3日、シングル「仮面大陸〜ペルソニア〜/ISUMI〜四季彩の街で〜」発売。全4形態。
- 1月15日：いすみ市公認観光大使「いすみ大使」に任命される[26][27]。
- 4月27日、福井県鯖江市の「めがねのまち さばえ大使」に任命される[28][29]。
- 12月7日、パソコン小売業チェーンパソコン工房のイメージキャラクターに就任。コラボ企画として派生ユニット「無限女子 〜powered by 仮面女子〜」が誕生[30][31]。

2018年
- 2月11日、森カノン、北村真姫の2名の卒業を発表[32]。
- 4月11日、猪狩ともかが強風で倒れてきた看板の下敷きになる事故に遭い、下半身不随の後遺症が残る重傷を負う[33]。
- 8月27日、事故によって脊髄を損傷、下半身不随となっていた猪狩ともかが車椅子で芸能活動に復帰[34]。日本初の、身体障害者アイドルとなる。
- 10月、年内をもって神谷えりな、桜のどか、立花あんな、坂本舞菜、水沢まいの5人の卒業を発表[35][36]。
- 10月18日、組閣発表。仮面女子候補生の水野ふえ、桑名利瑠、橋本友梨英がスチームガールズへ昇格。
- 11月23日、神谷えりな卒業。
- 11月25日、立花あんな卒業。
- 12月2日、坂本舞菜卒業。
- 12月3日、森下舞桜が二代目赤仮面を襲名。仮面女子のセンターとなる。
- 12月29日、水沢まい卒業。
- 12月30日、仮面女子リーダー桜のどか卒業。

2019年
- 1月22日、楠木まゆが仮面女子リーダー就任。
- 3月2日、組閣発表。候補生の大鈴はるみがスチームガールズへ昇格。
- 3月9日、組閣発表（WEST）。候補生の望月ゆの、剣城琴音がイースターガールズへ昇格。
- 3月31日、桜雪が卒業。
- 4月20日、星宮りり卒業。
- 4月21日、桜雪こと橋本侑樹が、この日投開票の東京都渋谷区議会議員選挙で初当選[37]。
- 5月1日、舞浜アンフィシアターにて約3年半ぶりとなるワンマンライブ「仮面女子の世界」を行う[38]。
- 5月11日、五比桐美憂卒業。
- 6月2日、組閣（WEST）。候補生の瀬口こころ、橘真琴のイースターガールズ昇格が発表される。
- 7月27日、組閣発表。
- 8月3日、渚りりか卒業。
- 8月17日、剣城琴音卒業。
- 8月18日、鷹藤ひの卒業。
- 8月31日、黒瀬サラ卒業。
- 11月9日、涼邑芹、山形国際ムービーフェスティバル2019で最優秀俳優賞受賞[39]。
- 12月7日、窪田美沙卒業。
- 12月15日、EXシアター六本木で5thワンマンライブ「MASK PRIDE」を開催。

2020年
- 2月2日、胡桃そら卒業。
- 2月8日、アリスフィルムコレクション『つむぐ』(主演 涼邑芹)、『未来の唄』(主演 月野もあ)の2作品が池袋シネマ・ロサにて1週間上映。
- 3月31日、アリス十番を卒業後アリスプロジェクト・ドリームプロジェクトのマネージャーを務めていた月村麗華が退社。
- 9月5日、百瀬ひとみ卒業。
- 11月28日、新ユニット「kiraboshi」お披露目ライブを行う。ユニットのオリジナル楽曲が出来るまでを密着した、ドキュメンタリー映画『今は、進め。』（イオンエンターテイメント配給）が2021年2月に公開されることが発表された。
- 12月12日、Zepp Hanedaにて6thワンマンライブ「MASK PRIDE2」を開催。初のアルバムを2021年に発売することを発表した。
- 12月29日、楠木まゆ（リーダー）卒業。

2021年
- 4月4日、組閣発表で木下友里のリーダー就任、涼邑芹・大鈴はるみのサポートメンバー（副リーダー）就任が発表された。
- 4月10日、川村虹花卒業。
- 4月11日、1stアルバム「MASK A RAID」が6月2日に発売されることが発表された。
- 6月2日、1stアルバムMASK A RAID発売。
- 6月6日、雪乃しほり卒業。
- 6月19日、桑名利瑠卒業。
- 7月21日、メンバーの星流さりあ、瀬名深月、上下碧、北川美咲と候補生の桜矢穏空が新型コロナウイルスに感染したことを公表[40]。8月初頭まで活動を停止すると発表した[40]。
- 8月16日、上下碧卒業。
- 12月27日、組閣。候補生の山宮れながスチームガールズに昇格。
- 12月28日、水野ふえ卒業。

2022年
- 3月5日、野咲わかの卒業及び退所を発表[41]。
- 4月21日、組閣。候補生の坂の上楓と桜矢穏空がアーマーガールズに昇格[42]。
- 8月21日、宮瀬みあ卒業。
- 9月17日、ぴゅあふる・アリス十番の元メンバーでアリスプロジェクトの運営会社クリーブラッツのマネージャーを務めた月村麗華の『退社式』（会場：浅草公会堂）を開催。「仮面女子☆OG」と現役メンバーでライブを行う[43][44]。
- 10月10日、美音咲月卒業。
- 10月30日、大鈴はるみ卒業。
- 11月22日、3代目リーダーの木下友里をはじめ、海月咲希、坂の上楓、桜矢穏空の4人の卒業を発表[45][46]。
- 12月20日、2部公演の組閣にて、月詩陽葵・那波茉奈・山崎遥菜のスチームガールズ昇格を発表。23時、公式ブログと東スポWebにおいて前述の「構造改革」を公表。大野柊奈、北川美咲の卒業及び退所を発表[47]。
- 12月26日、坂の上楓卒業。

2023年
- 1月31日、海月咲希卒業。
- 2月12日、3代目リーダー木下友里卒業。
- 2月19日、午前中の部で「BYE FOR NOW」と題し、これまでの体制を終了。夜の部で「START A NEW」と題し、新体制での活動を開始。
- 7月29日、公式TikToki Liveの中で陽向こはるが4代目リーダーに就任することを発表。

2024年
- 1月20日、通算では7th、新体制移行後では初となるワンマンライヴ『仮面女子ワンマンライブ「来れたら来て!行けたら行く! ～来てね♡～」』を新宿ReNYにて開催[48]。

2025年
- 8月7日、この日予定されていたイベントを、「開催施設宛に犯行予告を含む不審なメールが届いた」などとして、中止することが発表された[49]。

## 受賞歴
- 日本メディア協議会 2014年ゴールデンバード賞 新人賞[50]

## エピソード
落語家の立川こしらが弟子の命名権をヤフオク!で売却した際、25万1000円で落札。その弟子は「立川仮面女子」を名乗ることになった。命名権が切れた2016年に「立川仮面女子」は「立川かしめ」に改名。

## 楽曲
- Wohhhh!!!!☆
- 天地-AMATSUCHI-（真・女神転生IMAGINE タイアップ）
- ハル・メギド
- 妄想日記（シド カバー）
- 大冒険☆
- 夏だね☆
- LOVE is ALL
- 超・アドベンチャー
- アリス・イン・アンダーグラウンド
- 全開☆ヒーロー
- マリン☆ロード（海物語 ご当地マリンちゃん キャンペーンソング）
- かせげ!ジャリンコヒーロー with がっぽり仮面女子
- 元気種☆
- あきばサンダルのうた〜DO〜
- 恋の引金
- Spinner's Blood（世界ヨーヨー選手権大会 公式ソング）
- ぱらだいすいーつ（スイーツパラダイス イメージソング）
- TRY!!
- 全力エンジン（千葉ジェッツ 応援イメージソング）
- 大！逆！転！
- 散華〜戦国の世に舞う百華の如し〜（戦国修羅SOUL 公式応援ソング）
- BURN☆BURN☆BEANS（SHOW BY ROCK!! タイアップ）
- なごり雪（JINDOU カバー）
- キズナノチカラ（横浜見聞伝スター☆ジャン 主題歌）
- さそり座の女feat仮面女子（美川憲一 コラボ）
- JEWELS（エルソード イメージソング）
- 仮面大陸〜ペルソニア〜
- ISUMI〜四季彩の街で〜
- 電☆アドベンチャー
- ドンドン☆ハッピー（丼丸 公式ソング）
- 加速するトライアル（CHEATING CRAFT 主題歌）
- KAPPA☆ROCK（かっぱ寿司 タイアップ）
- 先陣☆CUTTER
- RIOT☆DAISY
- POPPING☆SUMMER
- ファンファーレ☆（猪狩ともか 作詞）
- STORY☆
- LOCK☆UP（監獄レストラン「ザ・ロックアップ」 キャンペーンソング）
- TILL WE MEET AGAIN
- VILLAGE☆VANGUARD☆BABY（ヴィレッジヴァンガード キャンペーンソング）
- 全開ブラザー（JINDOU カバー）
- 快晴・上昇・ハレルーヤ（JINDOU カバー）
- Dreaming Days (Idol Manager オープニングテーマ)
- Masquerade Nights (Idol Manager エンディングテーマ)
- BLOODY☆SPLATTY
- DEAR☆PAIN
- WILD CHALLENGER（JINDOU カバー）
- UP☆T～アップテンション～
- KAMEIDO☆C'ROCK（カメイドクロック1周年記念ソング）
- 第ゼロ感（10-FEET カバー）
- 爽快☆エクスタシー
- 爆音☆ウェーイ
- 灯火☆MYSELF
- MEANING☆BEING
- SUPER☆SOUL
- Bestie☆
- 一緒に泣くよ キスして眠ろう

## 作品

### シングル
| 枚  | 発売日         | タイトル                                         | 規格 | 販売生産番号 | 収録曲                                                                             | カップリング (仮面ユニット) | カップリング (仮面ユニット) | 最高位 |
| --- | -------------- | ------------------------------------------------ | ---- | --- | ---------------------------------------------------------------------------------- | --- | --- | ------ |
| 1st | 2013年3月6日   | 仮面女子                                         | CD   | AJSG-1 | 1. 全開☆ヒーロー 2. HIGH and LOW 3. Wohhhh!!!!☆                                    | | アリス十番 スチームガールズ アリス十番＆スチームガールズ | 13位   |
| 2nd | 2013年12月11日 | 妄想日記                                         | CD   | APMT-01(Type-A) APMT-02(Type-B) APMT-03(Type-C) APMT-04(Type-D) APMT-05(Type-E) APMT-06(Type-F)                                                                                                 | 1. 妄想日記 2. 天地-AMATSUCHI-                                                     | [A]ハル･メキド [B]ハピ･バデ [C]優しい風 [D]アリスの時間 [E]アリスの檻 [F]NAGA-NAGA-NAGANO [F]ニコニコキノコフレンズ | 仮面女子 アリス十番 スチームガールズ アリス十番 スチームガールズ アリス十番                                                                                       | 4位    |
| 3rd | 2015年1月1日   | 元気種☆                                          | CD   | APKB-01[Type-A] APKB-02[Type-B] APKB-03[Type-C] APKB-04[Type-D] APKB-05[Type-E] APKB-06[Type-F] APKB-07[Type-G] APKB-08[Type-H] APKB-09[Type-I] APKB-10[Type-J] APKB-11[Type-K] APKB-12[Type-L] | 1. 元気種☆ 2. マリン☆ロード 3. あきばサンダルのうた〜DO!!〜                        | [A]アリス・イン・アンダーグランド [B]LOVE is ALL [C]FLY HIGH!!!!!! [D]COSMIC LOVE [E]CLAP! [F]最強☆サマー [G]シャイニーラブ [H]A!chu!A!chu!↑ [I]超・アドベンチャー [J]真・アドベンチャー [K]雷・アドベンチャー [L]祭・アドベンチャー | 仮面女子 仮面女子 アリス十番 スチームガールズ アーマーガールズ アリス十番 スチームガールズ アーマーガールズ 仮面女子 アリス十番 スチームガールズ アーマーガールズ | 1位    |
| 4th | 2017年1月3日   | 仮面大陸 〜ペルソニア〜 / ISUMI 〜四季彩の街で〜 | CD   | APOR-01[Type-A] APOR-02[Type-B] APOR-03[Type-C] APOR-04[Type-D] | 1. 仮面大陸～ペルソニア～ 2. ISUMI～四季彩の街で～ 3. ブルースカイ 4. 私にチャイム | | 仮面女子 仮面女子 仮面女子候補生WEST 仮面女子候補生 | 2位    |

### アルバム
| 枚  | 発売日       | タイトル    | 規格 | 販売生産番号                                       | 収録曲 | 最高位                           | 備考                                                                  |
| --- | ------------ | ----------- | ---- | -------------------------------------------------- | --- | -------------------------------- | --------------------------------------------------------------------- |
| 1st | 2021年6月2日 | MASK A RAID | CD   | NJKM-01（通常版) NJKM-02（VILLAGE VANGUARD限定版） | 1. 先陣☆CUTTER【仮面女子】 2. RIOT☆DAISY【仮面女子】 3. TILL WE MEET AGAIN【仮面女子】 4. ファンファーレ☆【仮面女子】 5. POPPING☆SUMMER【仮面女子】 6. LOVE☆WAVE【スチームガールズ】 7. スーパー☆ストレート【アリス十番】 8. LOCK☆UP【仮面女子】 9. SAKURA【イースターガールズ】 10. PROUD☆KNIGHT【アーマーガールズ】 11. STORY☆【仮面女子】 12. 煌☆kirameki【仮面女子候補生】（ボーナストラック） 13. 星の降る夜【kiraboshi】（ボーナストラック） | 1位（インディーズ） 11位（総合） | VILLAGE VANGUARD限定版には「VILLAGE☆VANGUARD☆BABY」が追加で収録される |

### DVD
- 仮面女子ワンマンライブ 地球のおへそ in さいたまスーパーアリーナ（2016年4月20日）

### VR
- 仮面女子VR LIVE（「元気種☆」「大冒険☆」「大！逆！転！」）[51]

### タイアップ
| タイトル                                        | タイアップ先                             |
| ----------------------------------------------- | ---------------------------------------- |
| 大！逆！転！                                    | ゲーム『ネットハイ』エンディングテーマ   |
| かせげ!ジャリンコヒーロー with がっぽり仮面女子 | テレビアニメ『ヒーローバンク』主題歌     |
| 加速するトライアル                              | テレビアニメ『CHEATING CRAFT』主題歌     |
| HIGH-VOLT-AGE!!                                 | ゲーム『GITADORA HIGH-VOLTAGE』 収録楽曲 |
| Dreaming Days                                   | ゲーム『Idol Manager』オープニングテーマ |
| Masquerade Nights                               | ゲーム『Idol Manager』エンディングテーマ |

## 出演

### テレビ
- おにぎりｘ仮面女子のつぼ（2014年4月4日 - 25日、TOKYO MX）
- 磨けよ乙女ッ！（2014年4月11日 - 9月30日、TOKYO MX）
- 仮面女子が○○を有名にする番組（2014年4月29日 - 8月22日、J:COM11ch）
- 仮面女子会 〜地下アイドルの本音〜（2014年5月2日 - 10月31日、EXライブ）
- 仮面女子のやっぱ全力だね〜！（2015年1月7日 - 6月24日、テレビ東京）
- やりきり！仮面女子 〜天下取るなら、イッちゃって！〜 （2015年4月4日[54] - 7月11日、TOKYO MX）
- なりきり！仮面女子 トイレの時間にできるかな？ （2015年7月18日[55] - 12月26日、TOKYO MX）
- 産地直送 とれたて！仮面女子 （2016年1月9日[56] - 、TOKYO MX）
- 開店!SIRのパチスキ!（2016年4月15日、TOKYO MX）
- ぱちタウンTV with 仮面女子（2017年4月3日 - 、テレビ大阪）
- 仮面女子のキラリズム～踊らないとハジまらない～（2020年12月10日 - 、CS「ダンスチャンネル by エンタメ～テレ」）[57]

### 雑誌
- UNIT Vol.1 （2017年） - 特集記事:仮面女子!全力リサーチ!（取材時点のメンバー全員掲載）[58]

### CM
- トーヨーソフランテック「シンカシング」（2016年） ※ WebCM、神谷えりな、小島夕佳が出演 [59]

### ネットラジオ
- 「喋れよ！仮面女子」地下アイドル＠アリスPJ（2013年12月3日 - 、スマホでUSEN）

### ラジオ
- アリスタ!（FMやまと）
  - 第1期（2015年10月 - 2017年2月） - 猪狩ともか、山下ゆあ[60]
  - 第2期（2017年3月 - 12月） - 涼邑芹、陽向こはる[61]
- 仮面女子 雪乃しほりのワクワクサワー（2018年4月2日 - 、コミュニティFM各局） - メインMC：雪乃しほり、アシスタント：仮面女子候補生[62]
- 仮面女子の渋谷アンダーグラウンド（2018年10月23日 - 、渋谷クロスFM） - メインパーソナリティ：森下舞桜、木下友里、雪乃しほり[63]

### ウェブテレビ
- 「人気芸人対マスカッツ!ポロリ100%!夜の水泳大会 極楽とんぼKAKERU TV」（2017年9月1日・2日、AbemaTV） - 猪狩ともか、川村虹花、桜のどか、窪田美沙、神谷えりな、坂本舞菜
- 邪道だらけの夜の大運動会2018（2018年4月30日 - 、AbemaSPECIAL2[64][65]）
- 仮面女子のワンチャン叶うんじゃね?!（2018年9月21日 - 2019年7月、ピクションシネマ） - レギュラー出演は月野もあ、坂本舞花、胡桃そら、雪乃しほりのみ[66]。

### YouTube
- プラモ教習所（2014年6月8日-） - 2017年7月2日　春野恵、2018年12月18日　おねえさんルーム＠悠綺あやの、2021年3月24日　PLUMルーム＠佐藤舞、2021年6月19日　ねこねこルーム＠橘 祐里＆七瀬美優が卒業。株式会社ルートデザイン

### 映画シリーズ
- 鬼魔愚零アンダーグラウンド（2016年3月24日、大川祥吾監督）[67]
- 雨ふって、大地うるおう（2016年5月27日、藤田真一監督）[68]
- スカートギャング（2016年6月18日、清水匡監督）[69]
- フラクタル、Blue（2016年、福山功起監督）[70]
- 桜散れども（2016年、樋口隆則監督）[71]
- 満腹探偵クウコ（2016年10月13日、耳井啓明監督）[72]
- サマータイムエンジェル（2016年11月27日、川野浩司監督）[73]
- Candle For Minority（2017年2月2日、太田信吾監督）[74]
- 万葉の結び（2017年、濱谷祐平監督）[75]
- キセキのバトン（2017年、川岸陵監督）[76]
- いま、ダンスする（2017年4月20日、梶研吾監督）[77]
- 冬の糸（2017年6月27日、外山文治監督）[78]
- いま、出ました！（2018年、福山功起監督）[79]
- ホームレス〜遥の憂鬱で華麗なる日々〜（2018年6月28日、小南敏也監督）[80]
- 雨（2019年、宇賀那健一監督）[81]
- 忘れられた神様（2020年1月31日、矢口鉄太郎監督）[82]
- つむぐ（2019年、片山享監督）
- 未来の唄（2019年、片山享監督）
- LADY TO GO（2021年、橋本匠子監督）

### その他
- ポッカサッポロ「辛王」辛萌動画（2016年） - ウェブ動画、神谷えりなが出演[83]
- Idol Manager （2021年） - ゲーム作品 ※月野もあ・小島夕佳・木下友里が声優として出演